# Richard Neal
Richard Edmund Neal (rojen 14. februarja 1949) je ameriški politik, ki deluje kot predstavnik ZDA za 1. kongresno okrožje Massachusettsa od leta 1989. Okrožje, oštevilčeno kot 2. okrožje od 1989 do 2013, vključuje Springfield, West Springfield, Pittsfield, Holyoke, Agawam, Chicopee in Westfield in je veliko bolj podeželska kot preostala država. Član demokratske stranke Neal je od leta 2013 predstojnik delegacije Massachusettsa v predstavniškem domu kongresa Združenih držav Amerike in je tudi predstojnik delegacij predstavniškega doma New England House.